# Кастелл'Альферо
Кастелл'Альферо (італ. Castell'Alfero, п'єм. Castel Alfé) — муніципалітет в Італії, у регіоні П'ємонт,  провінція Асті.
Кастелл'Альферо розташований на відстані близько 490 км на північний захід від Рима, 45 км на схід від Турина, 10 км на північ від Асті.
Населення — 2787 осіб (2014).
Щорічний фестиваль відбувається 4 вересня. Покровитель — Петро (апостол).

## Демографія
Населення за роками:

Станом на 1 січня 2023 року в муніципалітеті офіційно проживало 128 іноземців з 23 країн, серед них 45 громадян країн Євросоюзу.

## Сусідні муніципалітети
- Асті
- Калліано
- Корсьоне
- Коссомбрато
- Фринко
- Тонко
- Вілла-Сан-Секондо